# Mahonia nervosa
Espèce
Classification phylogénétique
Mahonia nervosa ou Berberis nervosa, parfois dénommé Vinettier nervuré, est une espèce de plantes à fleurs de la famille des Berberidaceae. C'est un arbuste originaire du nord-ouest de l'Amérique du Nord.

## Habitat
L'arbuste est présent du sud de la Colombie-Britannique jusqu'au centre de la Californie. Il pousse en général dans les zones lumineuses de forêts de Sapins de Douglas ou de Thuyas géants de Californie. La plante fut collectée par Meriwether Lewis et William Clark lors de leur célèbre expédition. C'est en 1813 que la plante sera étudiée scientifiquement,.

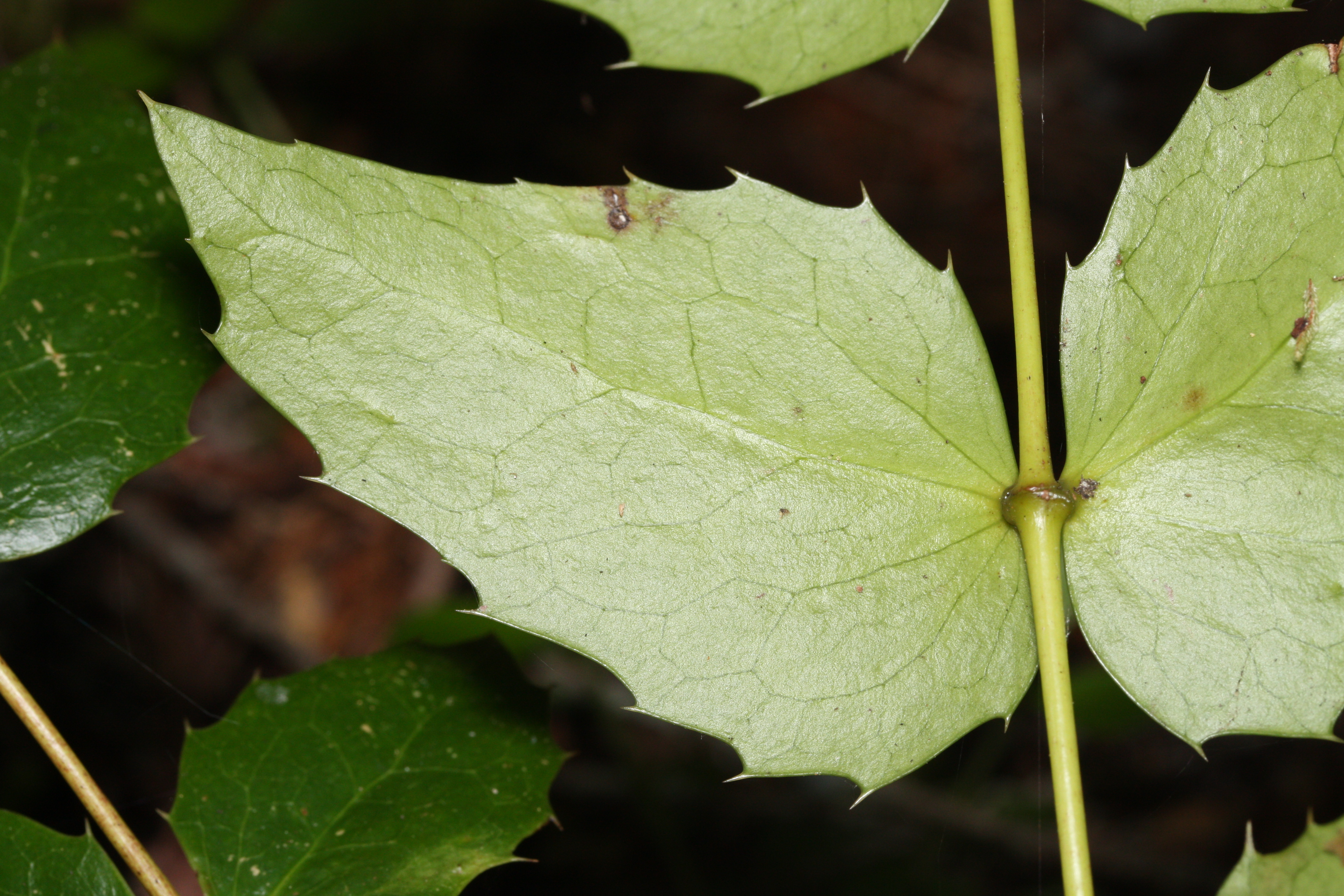
Partie inférieure d'une feuille, nervures palmées de 3 à 8 veines.

## Description
L'arbuste à feuillage persistant possède des branches à pousses verticales. Sa hauteur totale ne dépasse généralement pas 2 mètres. Les feuilles sont brillantes, composées de 9 à 19 folioles fortement dentées. Chaque foliole ne dispose pas d'une nervure centrale mais de plusieurs nervures arrangées en forme de palme. C'est cette particularité qui lui a donné son appellation latine nervosa. Les fleurs sont remplacées par des grappes de fruits comestibles mais au goût très sur.